# Bodemzakspinnen
De bodemzakspinnen (Liocranidae) zijn een familie van spinnen. De familie omvat ruim 30 geslachten met daarin ongeveer 200 soorten.

## Geslachten
De volgende geslachten zijn bij de familie ingedeeld: 
- Agraecina Simon, 1932
- Agroeca Westring, 1861
- Andromma Simon, 1893
- Apostenus Westring, 1851
- Arabelia Bosselaers, 2009
- Argistes Simon, 1897
- Cteniogaster Bosselaers & Jocqué, 2013
- Cybaeodes Simon, 1878
- Drapeta Menge, 1875
- Drassinella Banks, 1904
- Hesperocranum Ubick & Platnick, 1991
- Jacaena Thorell, 1897
- Koppe Deeleman-Reinhold, 2001
- Laudetia Gertsch, 1941
- Liocranoeca Wunderlich, 1999
- Liocranum L. Koch, 1866
- Liparochrysis Simon, 1909
- Mesiotelus Simon, 1897
- Mesobria Simon, 1898
- Neoanagraphis Gertsch & Mulaik, 1936
- Oedignatha Thorell, 1881
- Paratus Simon, 1898
- Platnick Marusik & Fomichev, 2020
- Rhaeboctesis Simon, 1897
- Scotina Menge, 1873
- Sesieutes Simon, 1897
- Sestakovaia Zamani & Marusik, 2021
- Sinocranum Chu & Li, 2023
- Sphingius Thorell, 1890
- Sudharmia Deeleman-Reinhold, 2001
- Teutamus Thorell, 1890
- Toxoniella Warui & Jocqué, 2002
- Turkocranum Danışman & Coşar, 2022
- Vankeeria Bosselaers, 2012
- Xenoplectus Schiapelli & Gerschman, 1958

Niet meer in deze familie
- Donuea Strand, 1932 naar Corinnidae
- Heterochemmis F.O. P-Cambridge, 1900 naar Clubionidae = Elaver
- Itatsina Kishida, 1930 naar Miturgidae = Prochora
- Montebello Hogg, 1914 naar Gnaphosidae
- Plynnon Deeleman-Reinhold, 2001 naar Phrurolithidae

## In Nederland waargenomen soorten
- Genus: Agroeca
  - Agroeca brunnea - (Grote Lantaarnspin)
  - Agroeca cuprea - (Gouden Lantaarnspin)
  - Agroeca dentigera - (Dopheilantaarnspin)
  - Agroeca lusatica - (Duinlantaarnspin)
  - Agroeca proxima - (Heidelantaarnspin)
- Genus: Apostenus
  - Apostenus fuscus - (Mossluiper)
- Genus: Liocranoeca
  - Liocranoeca striata - (Gestreepte Lantaarnspin)
- Genus: Liocranum
  - Liocranum rupicola - (Bonte Steensluiper)
- Genus: Sagana
  - Sagana rutilans - (Grote Steensluiper)
- Genus: Scotina
  - Scotina celans - (Bonte Bodemzakspin)
  - Scotina gracilipes - (Langpootbodemzakspin)
  - Scotina palliardi - (Kleinste Bodemzakspin)